# 941

## Události
- v západní Evropě řádí hladomor

## Narození
- ? – Lothar I. Francouzský, západofranský král († 2. března 986)
- ? – Edwy, anglický král († 1. října 959)

## Hlavy států
- České knížectví – Boleslav I.
- Papež – Štěpán VIII.
- Anglické království – Edmund I.
- Skotské království – Konstantin II. Skotský
- Východofranská říše – Ota I. Veliký
- Západofranská říše – Ludvík IV. Francouzský
- Uherské království – Zoltán
- První bulharská říše – Petr I. Bulharský
- Byzanc – Konstantin VII. Porfyrogennetos